# 王漱芳
王漱芳（1901年—1943年）贵州省盘县人，中华民国政治人物。

## 生平
王漱芳生于清朝光绪27年（1901年）。自幼读书，1917年赴贵阳考入贵州模范中学（即清朝末年创办的贵州第一中学堂）。1919年毕业时，被贵州省官费保送入武昌商科大学（武汉大学经济系前身），后转国立东南大学商科。当时，华东地区受孙传芳控制，中国国民党则在地下活动。王漱芳在国立东南大学加入中国国民党，宣传孙中山的政见，组织学生开展反军阀的活动。
1925年，为筹备北伐，遵照中国国民党中央的指示，王漱芳和东南大学及华东地区其他高校的地下中国国民党党员从上海乘船赴广东。王漱芳被安排到国民革命军第一军司令部任机要秘书，当时第一军军长何应钦也是贵州人，王漱芳的哥哥王庆芳是何应钦的老同学，再加上王漱芳到任后办事才能突出，故王漱芳受到何应钦及第一军其他领导的赏识。
第一军被编为北伐东路军后，王漱芳升任东路军的第一军总指挥部秘书长。1927年，东路军胜利开入浙江，王漱芳兼任中国国民党浙江省党部党务指导委员、常务委员。南京国民政府成立后，王漱芳任国民政府训练总监部秘书主任，随后又出任国民政府交通部秘书厅主任和国民革命军总司令行营参议。1928年起，王漱芳历任中国国民党南京特别市党部监察委员、国民会议总选举事务所参事、国民会议代表，中国国民党第三次、第四次全国代表大会代表。1931年至1935年，王漱芳连任两届南京市政府秘书长。与此同时，他还兼任立法院立法委员、监察院参事。1931年，在中国国民党第四次全国代表大会南京会议上，王漱芳被提名为中央执行委员候选人，但因不满30岁，未达到中央执行委员的年龄要求而未能入选。1935年，在中国国民党第五次全国代表大会上，王漱芳当选为中央执行委员，一直任至逝世。
1937年至1938年，王漱芳被派赴贵州任中国国民党贵州省党部主任委员。1938年调至重庆，任中国国民党中央军事委员会战地党务服务组中将组长。此时，在陪都重庆成立中华全国中苏文化协会，作为协调中华民国与苏联之间的友好活动的群众团体，王漱芳被任命为首届会长。
1940年，王漱芳奉派随谷正伦赴甘肃省，谷正伦任甘肃省主席，王漱芳任甘肃省政府秘书长兼甘肃省民政厅厅长，还兼中央银行甘肃省分行董事长。谷正伦出身军人，一直任军职，且常赴重庆开会，故王漱芳负责甘肃省的日常行政事务。
1942年，王漱芳根据中国国民党的方针政策及甘肃省的情况，撰写了《甘肃省施政纲领与中心工作》，经谷正伦及甘肃省政府有关会议审定之后，召集甘肃省属各部门召开大会，由王漱芳据此报告。后来印刷成书，在甘肃省发行。
1943年，王漱芳出巡县政，在陇南岷县的一个悬崖边，因马后脚腾起，王漱芳从马背上跌落悬崖，当场身亡。

## 家庭
王漱芳在兄弟中排行第三。
- 大哥：王庆芳[1]
- 四弟：王鍂芳[1]